# Francesco Lanza (criminale)
Francesco Lanza, detto Frank Lanza o Don Ciccio (Palermo, 1872 – San Francisco, 14 luglio 1937), è stato un mafioso italiano, capomafia di San Francisco dal 1932 al 1937.
Anche suo figlio Jimmy Lanza è stato in seguito uno dei boss della cosca mafiosa di San Francisco.

## Biografia
Francesco Lanza nasce a Palermo e prima del 1910 decide di emigrare in America, stabilendosi a San Francisco andando ad abitare nel quartiere di "North Beach" dove si era insediata una numerosissima comunità siciliana. In breve tempo diventa una delle figure più importanti e temute della criminalità organizzata della città.
Alla metà degli anni venti, all'interno della cosca mafiosa di San Francisco si scatenarono alcune faide interne per il controllo dei lucrosi e numerosi racket, e per il controllo della "famiglia" stessa. Si crearono tre gruppi contrapposti, uno guidato dal Boss Jerry Feri, l'altro guidato da Alfredo Scariso, il terzo gruppo guidato appunto da Lanza, formato da una trentina di suoi fedelissimi. Il 28 aprile del 1928, Jerry Feri venne assassinato nel suo appartamento, Scariso fu assassinato il 19 dicembre dello stesso anno e un altro rivale Mario Filippi fu assassinato alcuni giorni dopo, il 23 dicembre. Frank Bocca, ultimo rivale di Lanza e braccio destro di Feri, venne ucciso il 30 luglio del 1929.
Con questo ennesimo omicidio Lanza, all'età di 46 anni, diventa il boss incontrastato della Famiglia mafiosa di San Francisco, all'epoca composta da circa sessanta "uomini d'onore" e decine di "associati". Nel 1930 aveva aperto l'"International Fish Company", una società all'ingrosso di vendita del pesce, ed era anche il proprietario del "Fisherman Wharf", uno dei migliori ristoranti della città.
Lanza ebbe degli ottimi rapporti con i capi delle altre famiglie d'America, soprattutto con Jack Dragna, capo della Mafia di Los Angeles e le cinque famiglie di New York. Suo figlio Jimmy era uno dei più rispettati capidecina della cosca, e all'inizio del 1960 diventerà il boss di San Francisco. Francesco Lanza morì di cause naturali il 14 luglio 1937.
| Controllo di autorità | VIAF (EN) 9146332972018732862 · LCCN (EN) n2016019605 |